# ملعب أنطوانيت توبمان
ملعب أنطوانيت توبمان هو ملعب متعدد الاستخدام يقع في مونروفيا عاصمة ليبيريا . غالبا ما يتم استخدامه لمباريات كرة القدم . يسع الملعب لجلوس 10 آلاف متفرج .